# Bataille de Xa Cam My
Guerre du Viêt Nam
Batailles
La bataille de Xa Cam My s'est déroulée sur deux jours du 11 au 12 avril 1966, à 16 km au sud du village de Xa Cam My dans la province de Phuoc Tuy (en), pendant la guerre du Vietnam. Ce qui devait être une mission  de recherche et de destruction destinée à attirer le bataillon Viet Cong (VC) D800, a très mal tourné, la compagnie Charlie, 2e bataillon, 16e régiment d'infanterie (en), s'étant rapidement retrouvé à se battre pour sa survie dans les plantations de caoutchouc du village de Xa Cam My, à environ 68 km à l'est de Saigon. Au cours de cette bataille, 134 hommes de la Compagnie Charlie ont été pris en embuscade par le VC et 80 % ont finis tués ou blessés.

## Contexte
À partir du 29 mars 1966, l'opération Abilene, une opération américaine classique de recherche et de destruction est lancée dans la province de Phuoc Tuy, ciblant les 274e (en) et 275e régiments (en) VC de la 5e division (en) et leurs bases dans la zone secrète de May Tao (en). Elle impliquait deux brigades de la 1re division d'infanterie américaine, tandis que le 1er bataillon, Royal Australian Regiment (en) et la 161e batterie, Royal New Zealand Artillery (en) étaient également attachés. Cependant, le VC refusa le combat et le contact avec les brigades américaines de balayage fut léger.
Le général de division William E. DePuy (en), commandant de la 1re division d'infanterie américaine, prévoyait d'attirer l'ennemi en utilisant la compagnie Charlie, 2/16e d'infanterie comme appât. Une fois que le VC aurait attaqué la compagnie isolée, DePuy prévoyait de précipiter d'autres compagnies de fusiliers pour détruire l'ennemi. La phase suivante de l'opération commença le 10 avril 1966, avec des soldats de la 1re division d'infanterie se déplaçant entre Saigon et Vung Tau à la recherche de l'insaisissable bataillon D800. Contrairement aux opérations précédentes, la Compagnie Charlie ne comptait que 134 hommes en raison des pertes, des congés et d'autres raisons. En plus du manque d'effectifs, la compagnie était coupée des compagnies Alpha et Bravo.

### Bataille
Le jour suivant, alors que la Compagnie Charlie traversait la plantation de caoutchouc de Courtenay, elle fut la cible de tirs sporadiques venant de tireurs d'élite VC tentant d'abattre les Américains un par un. Les tirs sporadiques permirent au VC de manœuvrer autour des Américains en infériorité numérique. À 14 h, des officiers VC furent repérés autour des positions de la Compagnie Charlie, dirigeant l'encerclement des positions américaines.
À ce moment-là, il était devenu clair que le VC avait mordu à l'appât. Cependant, le pari de DePuy sur l'arrivée d'autres compagnies de fusiliers fut contrecarré par l'épaisseur de la jungle.
Pour minimiser les pertes et briser l'embuscade, la Compagnie Charlie forma un périmètre circulaire avec des tirs imbriqués. La situation se détériora alors que la Compagnie Charlie se retrouvait de plus en plus isolée avec seulement un lointain espoir de renfort. Cela fut aggravé lorsque l'artillerie mal dirigée tira sur la Compagnie Charlie au lieu des forces agressives du VC. Les combats se poursuivirent jusqu'à tard dans la nuit, la Compagnie Charlie lançant tout ce qu'elle avait sur l'agressif VC à l'aide de grenades lacrymogènes. Cependant, leurs efforts ne suffirent pas à empêcher le VC de percer leurs lignes. Au cours de la nuit, de petites unités du bataillon VC D800 franchirent le périmètre américain, récupérant leurs propres blessés et égorgeant des soldats américains blessés en cours de route.
Après cinq heures de combats brutaux, ce qui restait de la Compagnie Charlie formait un périmètre serré, protégé par un barrage d'artillerie qui tombait à une cadence de cinq ou six coups par minute. À 7 h le 12 avril, le VC, n'ayant pas réussi à submerger et détruire la compagnie C, se désengagea de la bataille avant que d'autres unités américaines puissent arriver.

### Conséquences
Les pertes américaines s'élevèrent à 36 tués et 71 blessés, tout en affirmant que le VC avait laissé 41 morts sur le terrain, avec un total de 80 morts et blessés enlevés du champ de bataille.
Deux médailles d'honneur posthumes ont été décernées dans le cadre de cette action. Sergent James W. Robinson Jr. (en). et A1C William H. Pitsenbarger (en). Ce dernier a été décoré en décembre 2000.

### Dans les medias
Le film The Last Full Measure décrit comment William H. Pitsenbarger (en) reçut à titre posthume la médaille d'honneur et présente plusieurs flashbacks illustrant la bataille.